# Fartuun Adan
Fartuun Adan (født 1969) er en somalisk menneskerettighedsaktivist og leder af Elman Peace and Human Rights Centre i Mogadishu. Adan er også medstifter af Sister Somalia, det første krisecenter for voldtægtsofre i Østafrika.

## Baggrund og opvækst
Fartuun Adan voksede op i Somalia men emigrerede til Canada i 1999, 3 år efter hendes mand, menneskerettighedsaktivisten Elman Ali Ahmed, blev skudt og dræbt under den somaliske borgerkrig. Adan boede i Canada med sine tre døtre indtil 2007, hvor hun vendte tilbage til Somalia for at kæmpe for fred og menneskerettigheder i landet.

## Karriere
For at ære sin afdøde mand Elman Ali Ahmed startede Fartuun Adan NGO'en Elman Peace and Human Rights Centre. Organisationen havde til formål at fortsætte Elman Ali Ahmeds arbejde med rehabilitering af børnesoldater.
I 2011 indtraf en hungersnødkatastrofe i Somalia. Hungersnøden var årsag til, at store menneskemængder flygtede mod nødlejre i Mogadishu, hvor ubeskyttede kvinder og børn blev ofre for voldtægt og vold, og bl.a. af denne årsag var Adan med til at stifte Sister Somalia, det første program og krisecenter for voldtægtsofre i Østafrika. Sister Somalia har til formål at støtte og hjælpe voldtægtsofre og samtidig kæmpe for institutionelle ændringer, der skal forhindre den vold, der begås mod kvinder, som følge af den pågående borgerkrig i Somalia. Fartuun Adans datter Ilwad Elman arbejder ved hendes side i Sister Somalia og Elman Peace and Human Rights Centre, mens datteren Iman Elman er kaptajn i det somaliske militær.

## Priser
- I 2013 modtog Fartuun Adan the International Women of Courage Award.[5]
- I 2015 modtog Fartuun Adan og datteren Ilwad Elman Gleitsman International Activist Award af Center of Public Leadership (CPL).
- I 2017 var Fartuun Adan og Ilwad Elman indstillet til Aurora Prize for Awakening Humanity.[6]